# تایو نیپون سانسو
تایو نیپون سانسو (انگلیسی: Taiyo Nippon Sanso) شرکت خوشه‌ای ژاپنی است، که در سال ۱۹۱۸ تأسیس شد.